# Campionat d'escacs Nòrdic
El Campionat d'escacs Nòrdic (Nordiska Schackkongressen) és un campionat d'escacs supranacional que s'ha celebrat tradicionalment (el primer campionat se celebrà a Estocolm el 1897) per a determinar el campió d'escacs nòrdic. Des de començaments del segle xx i fins als anys 1990, fou un torneig de gran prestigi, en què hi participaven els millors jugadors d'Escandinàvia (Dinamarca, Noruega, Suècia, Islàndia, i Finlàndia), tot i que alguns anys també hi participaren alguns dels millors jugadors mundials no escandinaus del moment. A partir dels 2000 el torneig va perdre prestigi, i es transformà en un obert, fins que deixà de celebrar-se a alt nivell.

## Taula de guanyadors
Els guanyadors del Campionat Nòrdic de 1934 i de 1936, Aron Nimzowitsch i Erik Lundin, foren guardonats amb el títol de Nordiske kongresmestre, igualment com el campió de 1930, Erik Andersen, qui defensà el seu títol (amb un resultat de 3-3) contra Gideon Ståhlberg a Copenhaguen 1934 i el perdé per 2½-3½ contra Erik Lundin a Copenhaguen 1937.
| #  | Any  | Ciutat      | Campió                                               |
| -- | ---- | ----------- | ---------------------------------------------------- |
| 1  | 1897 | Estocolm    | Sven Otto Svensson Suècia                            |
| 2  | 1899 | Copenhaguen | Jorgen Moeller Dinamarca                             |
| 3  | 1901 | Göteborg    | Jorgen Moeller Dinamarca                             |
| 4  | 1903 | Kristiania  | Johannes Giersing Dinamarca                          |
| 5  | 1905 | Estocolm    | A. H. Pettersson Suècia                              |
| 6  | 1907 | Copenhaguen | Paul Saladin Leonhardt Imperi Alemany                |
| 7  | 1909 | Göteborg    | Milan Vidmar Imperi Austrohongarès                   |
| 8  | 1912 | Estocolm    | Aleksandr Alekhin Imperi Rus                         |
| 9  | 1916 | Copenhaguen | Paul Johner Suïssa                                   |
| 10 | 1917 | Kristiania  | Gustaf Nyholm Suècia                                 |
| 11 | 1919 | Göteborg    | Rudolf Spielmann Àustria · Anton Olson Suècia        |
| 12 | 1924 | Copenhaguen | Aron Nimzowitsch Dinamarca                           |
| 13 | 1928 | Oslo        | Karl Berndtsson Suècia                               |
| 14 | 1929 | Göteborg    | Gideon Ståhlberg Suècia                              |
| 15 | 1930 | Estocolm    | Erik Andersen Dinamarca                              |
| 16 | 1934 | Copenhaguen | Aron Nimzowitsch Dinamarca *)                        |
| *) | 1934 | Copenhaguen | Erik Andersen Dinamarca                              |
| 17 | 1936 | Hèlsinki    | Erik Lundin Suècia *)                                |
| *) | 1937 | Copenhaguen | Erik Lundin Suècia                                   |
| 18 | 1938 | Örebro      | Gideon Ståhlberg Suècia                              |
| 19 | 1939 | Oslo        | Gideon Ståhlberg Suècia · Erik Lundin Suècia         |
| 20 | 1946 | Copenhaguen | Osmo Kaila Finlàndia                                 |
| 21 | 1947 | Hèlsinki    | Eero Böök Finlàndia                                  |
| 22 | 1948 | Örebro      | Baldur Möller Islàndia                               |
| 23 | 1950 | Reykjavík   | Baldur Möller Islàndia                               |
| 24 | 1953 | Esbjerg     | Friðrik Ólafsson Islàndia                            |
| 25 | 1955 | Oslo        | Bent Larsen Dinamarca                                |
| 26 | 1957 | Hèlsinki    | Olof Sterner Suècia                                  |
| 27 | 1959 | Örebro      | Svein Johannessen Noruega                            |
| 28 | 1961 | Reykjavík   | Ingi R. Johannsson Islàndia                          |
| 29 | 1963 | Odense      | Bjørn Brinck-Claussen Dinamarca · Manne Joffe Suècia |
| 30 | 1965 | Oslo        | Freysteinn Thorbergsson Islàndia                     |
| 31 | 1967 | Hangö       | Ragnar Hoen Noruega                                  |
| 32 | 1969 | Lidköping   | Ole Jakobsen Dinamarca                               |
| 33 | 1971 | Reykjavík   | Friðrik Ólafsson Islàndia                            |
| 34 | 1973 | Grenå       | Bent Larsen Dinamarca                                |
| 35 | 1975 | Sandefjord  | Sejer Holm Suècia                                    |
| 36 | 1977 | Kiljava     | Lars-Erik Pettersson Suècia                          |
| 37 | 1979 | Sundsvall   | Christer Niklasson Suècia                            |
| 38 | 1981 | Reykjavík   | Knut Jøran Helmers Noruega                           |
| 39 | 1983 | Esbjerg     | Curt Hansen Dinamarca                                |
| 40 | 1985 | Gjøvik      | Simen Agdestein Noruega                              |
| 41 | 1987 | Tórshavn    | Margeir Petursson Islàndia                           |
| 42 | 1989 | Espoo       | Simen Agdestein Noruega                              |
| 43 | 1992 | Östersund   | Simen Agdestein Noruega                              |
| 44 | 1995 | Reykjavík   | Curt Hansen Dinamarca                                |
| 45 | 1997 | Reykjavík   | Jóhann Hjartarson Islàndia                           |
| 46 | 1999 | Copenhaguen | Tiger Hillarp Persson Suècia                         |
| 47 | 2001 | Bergen      | Artur Kogan Israel · Evgeny Agrest Suècia[4]         |
| 48 | 2003 | Aarhus      | Evgeny Agrest Suècia · Curt Hansen Dinamarca[5]      |
| 49 | 2005 | Vammala     | Evgeny Agrest Suècia[6]                              |
| 50 | 2007 | Copenhaguen | Emanuel Berg Suècia                                  |
| 51 | 2009 | Copenhaguen | Peter Heine Nielsen Dinamarca                        |
| 52 | 2011 | Reykjavík   | Jon Ludvig Hammer Noruega                            |
| 53 | 2013 | Køge        | Axel Smith Suècia[7]                                 |
| 54 | 2016 | Sastamala   | Erik Blomqvist Suècia                                |
| 55 | 2017 | Växjö       | Jóhann Hjartarson Islàndia                           |